# Kephalenia
Il Thema di Cefallenia o Cefalonia (in greco θέμα Κεφαλληνίας/Κεφαλονίας?, thema Kephallēnias/Kephalonias) fu uno dei themata dell'impero bizantino. Ubicato nella Grecia occidentale, comprendeva le isole Ionie, ed esistette dall'VIII secolo fino alla conquista parziale normanna del 1185.

## Storia
Sotto l'Impero romano, le isole Ionie (Corfù, Cefalonia, Zacinto, Itaca, Leucade e Citèra) facevano parte delle province di Acaia e di Epirus vetus. A parte Cythera, esse entrarono a far parte del thema separato di Cefallenia. Le isole rimasero in gran parte indenni dalle invasioni e insediamenti slavi del VII secolo, e costituirono una base per la successiva restaurazione dell'autorità imperiale e della riellenizzazione delle coste della terraferma.
Non è nota la data esatta dell'istituzione del thema di Cefallenia. L'imperatore Costantino VII Porfirogenito (r. 913–959) afferma nella sua opera, De administrando imperio, che essa costituiva in origine una turma (una divisione) del thema di Longobardia nell'Italia meridionale, e che fu promossa al rango di strategis (un "generalato"), ma non a quello di thema a pieno titolo, dall'Imperatore Leone VI il Saggio (r. 886–912). Si tratta tuttavia di un evidente errore, in quanto altre fonti attestano l'esistenza di generali (strategoi) di Cefallenia antecedentemente a quella data. Ad esempio, il Taktikon Uspenskij dell'842/843 menziona esplicitamente uno strategos della Cefallenia, mentre la cronaca latina Annales regni Francorum ne menziona una già nell'809. Numerosi sigilli corroborano la tesi dell'istituzione della circoscrizione di Cefallenia, se non come thema almeno come strategis, intorno alla metà o alla fine dell'VIII secolo.
La confusione di Costantino VII, tuttavia, potrebbe spiegarsi con la stretta relazione della Cefallenia con i territori imperiali nell'Italia meridionale: le isole Ionie fungevano da principale collegamento per le comunicazioni e da base iniziale per le operazioni in Italia, nonché da baluardo difensivo contro le incursioni navali nello Ionio e Adriatico ad opera dei pirati arabi. Contrariamente a quanto afferma Porfirogenito, la Longobardia fu probabilmente istituita in origine come  turma della Cefallenia in seguito alla riconquista bizantinta di Bari dell'876. Nonostante ciò, in alcuni casi, i comandi di Cefallenia e di Longobardia (o, in alternativa, di Nicopolis sulla terraferma epirota) erano detenuti dalla stessa persona.
Lo strategos del thema aveva probabilmente sede principalmente a Cefallenia, ma viene attestato anche altrove, ad esempio a Corfù. Nel De administrando imperio, il thema risulta essere il settimo per importanza tra i themata "occidentali" o europei; come tutti i themata europei, il suo strategos non riceveva il suo salario, 12 libbre d'oro, dalla tesoreria imperiale, ma era pagato mediante le entrate fiscali del suo thema. La Cefallenia era importante principalmente in contesto marittimo, e disponeva di una propria flotta, che comprendeva numerosi Mardaiti impiegati come fanti di marina e rematori, sotto il comando di un tourmarches. Altri tourmarchai e comandanti subordinati erano posti a capo delle guarnigioni del thema. Lo studioso Warren Treadgold, congetturando, stima le forze militari del thema a circa 2 000 uomini nel IX secolo. Il thema fu inoltre usato frequentemente come luogo di esilio per prigionieri politici.

Themata bizantini nel 1045.

Il Thema di Cefallenia è frequentemente menzionato nelle operazioni militari dei secoli IX-XI. Nell'809, lo strategos Paolo sconfisse una flotta veneziana al largo della Dalmazia. Nell'880, l'ammiraglio Nasar sconfisse pesantemente una flotta di pirati arabi che stava saccheggiando le isole del thema, e truppe del thema di Cefallenia successivamente presero parte all'offensiva bizantina in Italia. È attestata inoltre la partecipazione dei Mardaiti del thema di Cefallenia alla spedizione fallita del 949 contro l'Emirato di Creta. L'ultima menzione di uno strategos di Cefallenia si ha nel 1011, quando Tornicio Contoleone fu inviato in Italia per reprimere una rivolta longobarda. In seguito alla perdita dell'Italia meridionale nella seconda metà dell'XI secolo, l'importanza del thema declinò, e cominciò ad essere condotto da governatori civili, denominati krites ("giudici").
A partire dalla fine dell'XI secolo, le isole Ionie vennero un territorio conteso militarmente tra Bizantini e Normanni. L'isola di Corfù cadde sotto il controllo normanno nel 1081–1085 e nel 1147–1149, mentre i Veneziani la assediarono invano nel 1122–1123. L'isola di Cefalonia fu anch'essa invano assediata nel 1085, ma fu saccheggiata nel 1099 dai Pisani e nel 1126 dai Veneziani. Nel 1185 Corfù e il resto del thema, ad eccezione di Leucade, furono conquistati dai Normanni condotti da Guglielmo II di Sicilia. Anche se Corfù fu riconquistata dai Bizantini entro il 1191, le altre isole andarono definitivamente perdute per Bisanzio, e costituirono la Contea palatina di Cefalonia e Zacinto sotto il governo di Margarito di Brindisi, ammiraglio greco di Guglielmo.